# Тасос Стамбулоглу
Тасос Стамбулоглу (на гръцки: Τάσος Σταμπούλογλου) е гръцки поет, журналист и литературен критик.

## Биография
Стамбулоглу е роден в 1937 година в сярското село Горно Броди (Ано Вронду), Гърция. Живее в Сяр (Серес). Автор е на четири тома поезия и сборник с есета за изкуството. Пише статии и рецензии на книги в различни издания.